# Frederik VIII.
Frederik VIII. (německy: Christian Friedrich Wilhelm Karl von Schleswig-Holstein-Sonderburg-Glücksburg; 3. června 1843 – 14. května 1912) byl v letech 1906 až 1912 dánský král.
Frederik, nejstarší syn krále Kristiána IX., přezdívaného tchán Evropy, byl spřízněn s královskými rody po celé Evropě. Byl následníkem dánského trůnu a funkci korunního prince zastával více než 42 let. Během dlouhé vlády svého otce byl do značné míry vyloučen z vlivu a politické moci, po otcově smrti v roce 1906 nastoupil na trůn v pokročilém věku 62 let. Frederik VIII. byl v mnoha ohledech liberálním panovníkem, který byl mnohem příznivěji nakloněn novému parlamentnímu systému zavedenému v roce 1901 než jeho otec, byl reformně naladěný a demokraticky smýšlející. Kvůli pozdnímu nástupu na trůn však Frederikova vláda trvala pouze šest let, během nichž ho sužovaly zdravotní potíže.
Frederik VIII. byl ženatý s Luisou Švédskou, s níž měl osm dětí. Jejich nejstarší syn nastoupil po svém otci na dánský trůn jako Kristián X., zatímco jejich druhý syn Karel nastoupil v roce 1905 na norský trůn jako Haakon VII.

## Původ
Princ Frederik se narodil 3. června 1843 ve Žlutém paláci, městském domě z 18. století na adrese Amaliegade 18, který bezprostředně sousedí s palácovým komplexem Amalienborg, hlavním sídlem dánské královské rodiny ve čtvrti Frederiksstaden v centru Kodaně. Byl nejstarším synem a dítětem prince Kristiána Šlesvicko-Holštýnsko-Sonderbursko-Glücksburského a princezny Luisy Hesensko-Kasselské, rodina jeho otce byla vedlejší větví dánského královského rodu Oldenburgů, který pocházel z rodu Kristiána III. a který vládl jako nesuverénní vévodové ve Šlesvicku-Holštýnsku po osm generací. Pokřtěn byl 22. června se jmény Christian Frederik Vilhelm Carl a byl znám jako princ Frederik, rodině byl po celý život znám jako ,,Fredy."

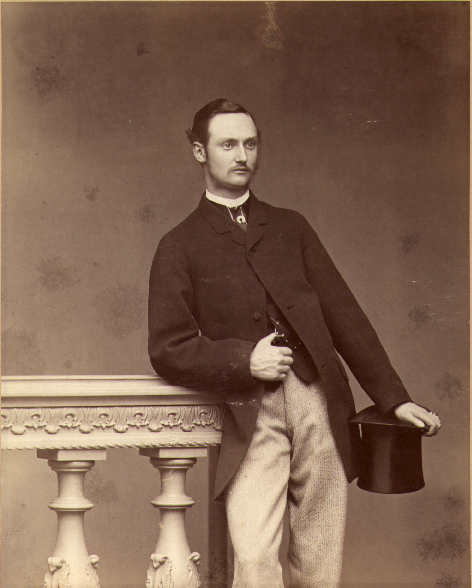
Dánský korunní princ Frederik, 1866

Měl pět mladších sourozenců: Alexandru (1844-1925), Viléma (1845-1913), Dagmar (1847-1928), Thyru (1853-1933) a Valdemara (1858-1939). Přestože byli z královského rodu, žila rodina poměrně normálním životem. Neměli velké bohatství; otcův příjem z armádní zakázky činil asi 800 liber ročně a jejich dům byl majetkem milosti a přízně bez nájemného. Občas byl pozván Hans Christian Andersen, aby dětem před spaním vyprávěl pohádky.
V roce 1853 bylo jasné, že hlavní linie oldenburské dynastie vymře s králem Frederikem VII., který byl starý a bezdětný. Frederikova matka měla k nástupnictví velmi blízko, neboť byla neteří předchozího oldenburského krále Kristiána VIII. prostřednictvím jeho sestry. Vzhledem k tomu, že ostatní dědicové z Hesensko-Kasselského rodu se vzdali svých nároků na dánský trůn ve prospěch Luisy, která se zase vzdala svých vlastních nároků, byl nakonec za předpokládaného dědice zvolen jeho otec. Frederik byl proto jmenován dánským princem.
Dne 19. října 1860 byl spolu se svou sestrou princeznou Alexandrou biřmován v kapli paláce Christiansborg. Po biřmování se princi Frederikovi dostalo rozsáhlého vojenského vzdělání a po boku svého bratra Valdemara se věnoval kariéře v dánském královském námořnictvu. V roce 1863 byl Frederik poslán studovat politické vědy na Oxfordskou univerzitu, ale poté, co se jeho otec stal v listopadu téhož roku králem, se vrátil do Dánska. Jako následník trůnu získal místo ve Státní radě a následně pomáhal svému otci při plnění vládních povinností. V roce 1864 se formálně zúčastnil dánsko-německé války proti Prusku a Rakousku.

## Manželství

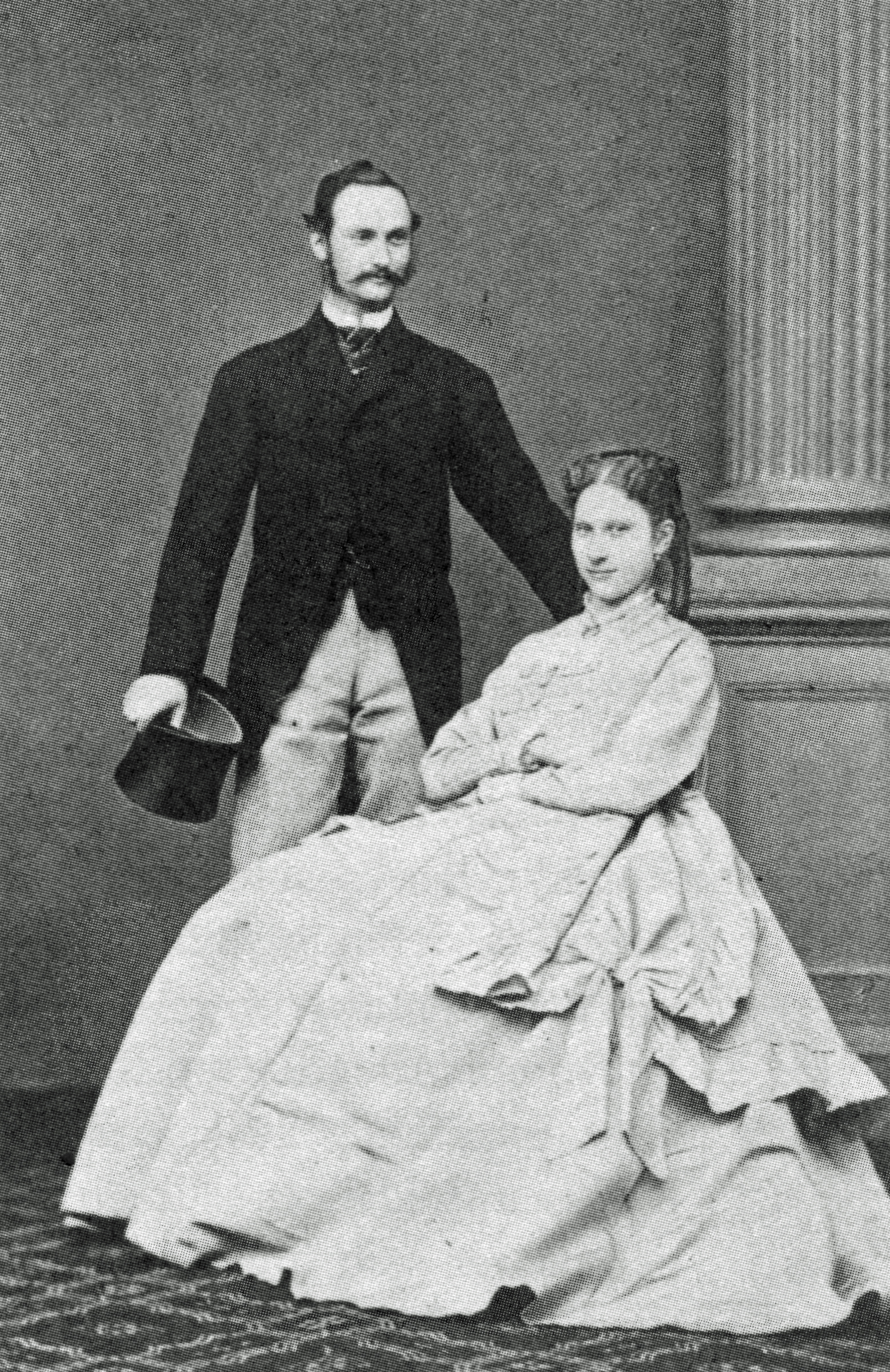
Princ Frederik se svou manželkou princeznou Luisou Švédskou, c. 1870

Královna Luisa si přála, aby se její nejstarší syn oženil, stejně jako její dvě dcery, Alexandra a Dagmar. Britská královna Viktorie měla dvě dosud neprovdané dcery, princeznu Helenu a princeznu Luisu, a královna Luisa plánovala, že se Frederik ožení s jednou z nich. Během svého pobytu v Anglii se korunní princ Frederik skutečně zajímal o princeznu Helenu, a přestože jeho city byly opětovány, ke spojení nedošlo, protože královna Viktorie byla proti. Viktorie si nepřála, aby se její dcery provdaly za následníky cizích trůnů, protože by je to nutilo žít v zahraničí, a místo toho dávala přednost německým princům, kteří si mohli založit domov v Anglii. Kromě toho byla Viktorie vždy proněmecky orientovaná a další dánské spojenectví (Frederikova sestra Alexandra se provdala za Viktoriina nejstaršího syna Eduarda, prince z Walesu) by nebylo v souladu s jejími německými zájmy.
Po tomto neúspěšném pokusu o sňatek se pozornost obrátila na švédskou a norskou princeznu Luisu, jedinou dceru švédského a norského krále Karla XV. Princezna Luisa patřila k dynastii Bernadottů, která vládla ve Švédsku od roku 1818, kdy byl její zakladatel Jean-Baptiste Bernadotte, jeden z generálů Napoleona Bonaparta, v roce 1810 zvolen švédským korunním princem a později v roce 1818 nastoupil na trůn jako král Karel XIV. Jan. Oženil se s Désirée Claryovou, která byla kdysi zasnoubená s francouzským císařem. Syn Karla XIV, Oskar I., se oženil s Josefínou de Beauharnais mladší, vnučkou Napoleonovy první manželky, císařovny Josefíny. Král Oskar I. a královna Josefína byli prarodiči princezny Luisy z otcovy strany.
Sňatek byl navržen jako způsob navázání přátelství mezi Dánskem a Švédskem. Vztahy mezi oběma zeměmi byly napjaté poté, co Švédsko nepomohlo Dánsku během války s Pruskem v roce 1864. Frederik a Luisa se poprvé setkali v roce 1862, ale v roce 1868 byl Frederick pozván do Švédska, aby se s Luisou seznámil, a jejich setkání bylo označeno za úspěšné. V červenci téhož roku se korunní princ Frederik - tehdy 25letý - zasnoubil se 17letou princeznou Luisou. O rok později, 28. července 1869, se v kapli královského paláce ve Stockholmu vzali. Luisa byla první švédskou princeznou provdanou do dánského královského rodu od středověku a sňatek byl ve všech třech skandinávských zemích vítán jako symbol nového skandinávismu.
Dne 10. srpna 1869 vstoupili novomanželé do Kodaně, kde se jim dostalo vřelého přijetí. Jako rezidenci manželé dostali palác Frederika VIII. z 18. století, který je součástí komplexu paláce Amalienborg v centru Kodaně. Jako venkovské sídlo obdrželi palác Charlottenlund, který se nachází na břehu úžiny Øresund 10 km severně od Kodaně. Zde měli útočiště daleko od dvorského života na Amalienborgu a zde se jim narodilo několik dětí - čtyři synové a čtyři dcery:
- Kristián (26. září 1870 – 20. dubna 1947), pozdější dánský král Kristián X., ⚭ 1898 Alexandrina Meklenbursko-Zvěřínská (24. prosince 1879 – 28. prosince 1952), meklenburská vévodkyně
- Carl Dánský (3. srpna 1872 – 21. září 1957), pozdější norský král Haakon VII., ⚭ 1896 Maud z Walesu (26. listopadu 1869 – 20. listopadu 1938)
- Luisa Dánská (17. února 1875 – 4. dubna 1906) ⚭ 1896 Bedřich ze Schaumburg-Lippe (30. ledna 1868 – 12. prosince 1945)
- Harald Dánský (8. října 1876 – 30. března 1949) ⚭ 1909 Helena Adléta Šlesvicko-Holštýnsko-Sonderbursko-Glücksburská (1. června 1888 – 30. června 1962)
- Ingeborg Dánská (2. srpna 1878 – 11. března 1958) ⚭ 1897 Karel Švédský (27. února 1861 – 24. října 1951), švédský princ a vévoda z Västergötlandu
- Thyra Dánská (14. března 1880 – 2. listopadu 1945), neprovdala se a neměla potomky
- Gustav Dánský (4. března 1887 – 5. října 1944), neoženil se a neměl potomky
- Dagmar Dánská (23. května 1890 – 11. října 1961) ⚭ 1922 Jørgen Castenskjold (30. listopadu 1893 – 21. listopadu 1978)

Frederik byl korunním princem 43 let a tento čas využil k pečlivé přípravě na svou vládu. Přestože měl jako následník trůnu místo ve státní radě, jeho otec se postaral o to, aby byl do značné míry vyloučen z vlivu a politické moci.

## Dánský král

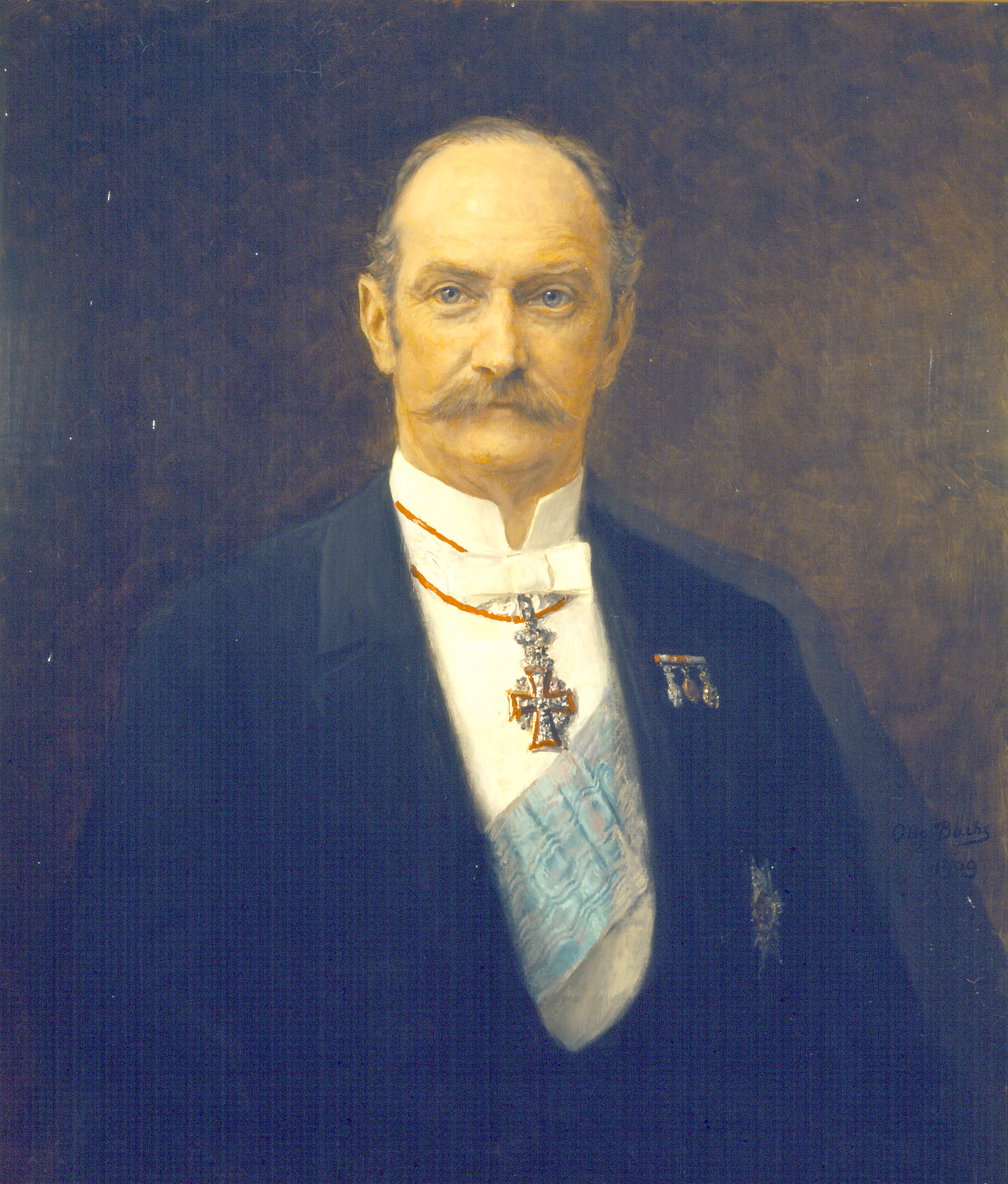
Král Frederik VIII. Dánský na portrétu Otty Bacha, 1909

29. ledna 1906 zemřel ve věku 87 let po 43 letech vlády král Kristián IX. Po smrti svého otce nastoupil Frederik na dánský trůn ve věku 62 let. Z balkonu paláce Kristiána VII. v Amalienborgu jej prohlásil premiér Jens Christian Christensen za krále jako Frederika VIII.
Kvůli pozdnímu nástupu na trůn trvala Frederikova vláda pouze šest let, po celou dobu ho sužovaly zdravotní potíže. Frederik VIII. byl v mnoha ohledech liberálním panovníkem, který byl mnohem příznivěji nakloněn novému parlamentnímu systému než jeho otec, byl reformně naladěný a demokraticky smýšlející.

## Smrt
14. května 1912 se král na zpáteční cestě z výletu do Nice s manželkou a čtyřmi dětmi krátce zastavil v Hamburku, kde se ubytoval v hotelu Hamburger Hof pod pseudonymem „hrabě Kronberg“. Toho večera se Frederik - zatímco byl inkognito - vydal na procházku po Jungfernstieg, během níž omdlel a zkolaboval na lavičce v parku Gänsemarkt. Objevil ho policista, který ho odvezl do nemocnice, kde byl prohlášen za mrtvého; jako příčina smrti byl uveden infarkt. Protože byl Frederik v té době inkognito a neměl u sebe žádné doklady, bylo jeho tělo převezeno do místní márnice, kde ho druhý den ráno identifikoval ředitel hotelu.
Brzy se začaly šířit zvěsti o možném skandálu, do něhož byl král zapleten, protože místo, kde zkolaboval a zemřel, se nacházelo poblíž známého nevěstince. Místní policie nezveřejnila podrobnosti o vyšetřování z obavy, aby nezpůsobila královské rodině potíže.
Frederikovo tělo bylo převezeno zvláštním vlakem do Travemünde, odkud ho zpět do Dánska dopravila královská jachta Dannebrog. Poté, co spočinul v kapli paláce Christiansborg v Kodani, byl pohřben v kapli Kristiána IX. v katedrále v Roskilde na ostrově Zéland, tradičním pohřebišti dánských panovníků od 15. století.

## Tituly, oslovení a vyznamenání
- 3. června 1843 – 31. července 1853: Jeho Jasnost princ Frederik Šlesvicko-Holštýnsko-Sonderbursko-Glücksburský
- 31. července 1853 – 21. prosince 1858: Jeho Výsost princ Frederik Dánský
- 21. prosince 1858 – 15. listopadu 1863: Jeho Královská Výsost princ Frederik Dánský
- 15. listopadu 1863 – 29. ledna 1906: Jeho Královská Výsost korunní princ dánský
- 29. ledna 1906 – 14. května 1912: Jeho Veličenstvo král dánský

Frederik VIII. se stal 1 065. rytířem španělského Řádu zlatého rouna, 806. rytířem britského Podvazkového řádu a 152. rytířem velkokříže portugalského Řádu věže a meče.

## Vývod z předků
|                       |                                                               |  |                                 |                                            |  |  |  |  |  |  |  | Karel Antonín Holštýnsko-Becký |
|                       |                                                               |  |                                 |                                            |  |  |  |  |  |  |  |                                |
|                       | Fridrich Karel Ludvík Šlesvicko-Holštýnsko-Sonderbursko-Becký |  |                                 |                                            |  |  |  |  |  |  |  |                                |
|                       |                                                               |  |                                 |                                            |  |  |  |  |  |  |  |                                |
|                       |                                                               |  |                                 | Šarlota Frederika z Donína-Leistenau       |  |  |  |  |  |  |  |                                |
|                       |                                                               |  |                                 |                                            |  |  |  |  |  |  |  |                                |
|                       | Fridrich Vilém Šlesvicko-Holštýnsko-Sonderbursko-Glücksburský |  |                                 |                                            |  |  |  |  |  |  |  |                                |
|                       |                                                               |  |                                 |                                            |  |  |  |  |  |  |  |                                |
|                       |                                                               |  |                                 | Karel Leopold Schliebenský                 |  |  |  |  |  |  |  |                                |
|                       |                                                               |  |                                 |                                            |  |  |  |  |  |  |  |                                |
|                       | Frederika Schliebenská                                        |  |                                 |                                            |  |  |  |  |  |  |  |                                |
|                       |                                                               |  |                                 |                                            |  |  |  |  |  |  |  |                                |
|                       |                                                               |  |                                 | Marie Eleonora Lehndorffská                |  |  |  |  |  |  |  |                                |
|                       |                                                               |  |                                 |                                            |  |  |  |  |  |  |  |                                |
|                       | Kristián IX. Dánský                                           |  |                                 |                                            |  |  |  |  |  |  |  |                                |
|                       |                                                               |  |                                 |                                            |  |  |  |  |  |  |  |                                |
|                       |                                                               |  |                                 | Fridrich II. Hesensko-Kasselský            |  |  |  |  |  |  |  |                                |
|                       |                                                               |  |                                 |                                            |  |  |  |  |  |  |  |                                |
|                       | Karel Hesensko-Kasselský                                      |  |                                 |                                            |  |  |  |  |  |  |  |                                |
|                       |                                                               |  |                                 |                                            |  |  |  |  |  |  |  |                                |
|                       |                                                               |  |                                 | Marie Hannoverská                          |  |  |  |  |  |  |  |                                |
|                       |                                                               |  |                                 |                                            |  |  |  |  |  |  |  |                                |
|                       | Luisa Karolína Hesensko-Kasselská                             |  |                                 |                                            |  |  |  |  |  |  |  |                                |
|                       |                                                               |  |                                 |                                            |  |  |  |  |  |  |  |                                |
|                       |                                                               |  |                                 | Frederik V. Dánský                         |  |  |  |  |  |  |  |                                |
|                       |                                                               |  |                                 |                                            |  |  |  |  |  |  |  |                                |
|                       | Luisa Dánská a Norská                                         |  |                                 |                                            |  |  |  |  |  |  |  |                                |
|                       |                                                               |  |                                 |                                            |  |  |  |  |  |  |  |                                |
|                       |                                                               |  |                                 | Luisa Hannoverská                          |  |  |  |  |  |  |  |                                |
|                       |                                                               |  |                                 |                                            |  |  |  |  |  |  |  |                                |
| Frederik VIII. Dánský |                                                               |  |                                 |                                            |  |  |  |  |  |  |  |                                |
|                       |                                                               |  |                                 |                                            |  |  |  |  |  |  |  |                                |
|                       |                                                               |  | Fridrich II. Hesensko-Kasselský |                                            |  |  |  |  |  |  |  |                                |
|                       |                                                               |  |                                 |                                            |  |  |  |  |  |  |  |                                |
|                       | Fridrich Hesensko-Kasselský                                   |  |                                 |                                            |  |  |  |  |  |  |  |                                |
|                       |                                                               |  |                                 |                                            |  |  |  |  |  |  |  |                                |
|                       |                                                               |  |                                 | Marie Hannoverská                          |  |  |  |  |  |  |  |                                |
|                       |                                                               |  |                                 |                                            |  |  |  |  |  |  |  |                                |
|                       | Vilém Hesensko-Kasselský                                      |  |                                 |                                            |  |  |  |  |  |  |  |                                |
|                       |                                                               |  |                                 |                                            |  |  |  |  |  |  |  |                                |
|                       |                                                               |  |                                 | Karel Vilém Nasavsko-Usingenský            |  |  |  |  |  |  |  |                                |
|                       |                                                               |  |                                 |                                            |  |  |  |  |  |  |  |                                |
|                       | Karolina Nasavsko-Usingenská                                  |  |                                 |                                            |  |  |  |  |  |  |  |                                |
|                       |                                                               |  |                                 |                                            |  |  |  |  |  |  |  |                                |
|                       |                                                               |  |                                 | Karolína Felicitas Leiningensko-Dagsburská |  |  |  |  |  |  |  |                                |
|                       |                                                               |  |                                 |                                            |  |  |  |  |  |  |  |                                |
|                       | Luisa Hesensko-Kasselská                                      |  |                                 |                                            |  |  |  |  |  |  |  |                                |
|                       |                                                               |  |                                 |                                            |  |  |  |  |  |  |  |                                |
|                       |                                                               |  |                                 | Frederik V. Dánský                         |  |  |  |  |  |  |  |                                |
|                       |                                                               |  |                                 |                                            |  |  |  |  |  |  |  |                                |
|                       | Frederik Dánský                                               |  |                                 |                                            |  |  |  |  |  |  |  |                                |
|                       |                                                               |  |                                 |                                            |  |  |  |  |  |  |  |                                |
|                       |                                                               |  |                                 | Juliana Marie Brunšvická                   |  |  |  |  |  |  |  |                                |
|                       |                                                               |  |                                 |                                            |  |  |  |  |  |  |  |                                |
|                       | Luisa Šarlota Dánská                                          |  |                                 |                                            |  |  |  |  |  |  |  |                                |
|                       |                                                               |  |                                 |                                            |  |  |  |  |  |  |  |                                |
|                       |                                                               |  |                                 | Ludvík Meklenbursko-Zvěřínský              |  |  |  |  |  |  |  |                                |
|                       |                                                               |  |                                 |                                            |  |  |  |  |  |  |  |                                |
|                       | Žofie Frederika Meklenbursko-Zvěřínská                        |  |                                 |                                            |  |  |  |  |  |  |  |                                |
|                       |                                                               |  |                                 |                                            |  |  |  |  |  |  |  |                                |
|                       |                                                               |  |                                 | Šarlota Žofie Sasko-Kobursko-Saalfeldská   |  |  |  |  |  |  |  |                                |
|                       |                                                               |  |                                 |                                            |  |  |  |  |  |  |  |                                |